# Emil Warburg

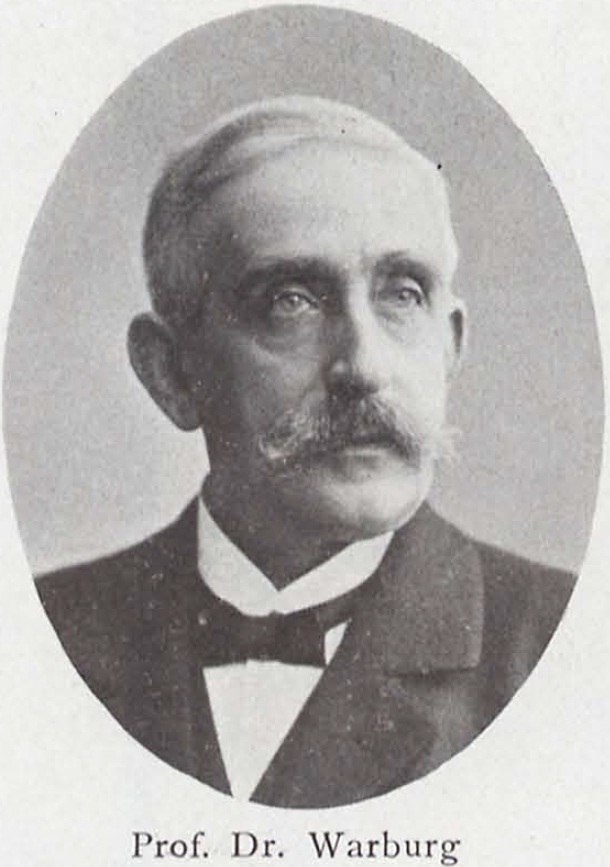
Emil Warburg. Foto von 1900.

Emil Gabriel Warburg (* 9. März 1846 in Altona, Herzogtum Holstein, Deutscher Bund; † 28. Juli 1931 in Grunau, Rural-Gemeinde Oberkonnersreuth, Freistaat Bayern, Deutsches Reich) war ein deutscher Physiker.

## Leben

### Familie
Die Familie Warburg geht zurück auf einen Simon Jacob, der im 16. Jahrhundert im westfälischen Warburg lebte und vermutlich der Bankier des Landgrafen von Hessen-Kassel war. Da er nicht auf Wunsch des Landgrafen konvertieren wollte, ließ er sich in Altona nieder, da dort Glaubensfreiheit herrschte und auch Juden Handel und Schiffbau betreiben durften. Emil Warburg konvertierte später zur evangelischen Konfession. Der Mediziner, Biochemiker, Zellphysiologe und Nobelpreisträger Otto Warburg war sein Sohn.

### Studium
1863 nahm Warburg zunächst das Studium der Chemie an der Universität Heidelberg auf und hörte Vorlesungen bei Robert Wilhelm Bunsen, Hermann von Helmholtz und Gustav Robert Kirchhoff. Nicht zuletzt unter dem Eindruck der klaren und durchdachten Vorlesungen Kirchhoffs wechselte Warburg zur Physik, da dieses Fach seinen mathematischen Interessen mehr entsprach. Während seines Studiums wurde er Mitglied der Burschenschaft Allemannia Heidelberg. 1865 setzte er sein Studium in Berlin fort. Das dort ansässige Laboratorium von Heinrich Gustav Magnus gehörte zu jener Zeit zu den wenigen in Deutschland, die den Studierenden die Möglichkeit zum selbstständigen Experimentieren boten. Unter Anleitung des Laboratoriumsassistenten August Kundt befasste er sich zunächst mit akustischen Fragestellungen. 1867 promovierte Warburg mit der damals noch in Lateinisch abzufassenden Dissertation De systematis corporum vibrantium. Diese behandelt ein spezielles Schwingungssystem mit einer Differentialgleichung vierter Ordnung.
Im Mai 1870 habilitierte sich Emil Warburg. Aufgrund der allgemeinen Mobilmachung wurde er im Juli einberufen und nahm als Offizier am Deutsch-Französischen Krieg teil.

### Straßburg
Frankreich musste als Verlierer Elsass-Lothringen, nachdem es schon lange zu Frankreich gehört hatte, an das neu gegründete Deutsche Reich abtreten. In der Folge wurde 1872 die Universität Straßburg neu gegründet. Sie sollte die Elsässer für Deutschland gewinnen und wurde daher mit entsprechenden finanziellen Mitteln ausgestattet. August Kundt hatte den Aufbau der Physikalischen Fakultät übernommen. Zu seiner Entlastung beim Aufbau des Instituts konnte er eine zusätzliche Stelle für die theoretischen Aspekte der Physik durchsetzen, die, seinem Wunsch entsprechend, Warburg zum Wintersemester 1872/73 erhielt. Eine Trennung zwischen Experimentalphysik und theoretischer Physik gab es zu diesem Zeitpunkt noch nicht. Emil Warburg gilt als einer der letzten Physiker, der beide Aspekte beherrschte und lehrte.
Die Zusammenarbeit in den folgenden vier Jahren war außerordentlich fruchtbar. Sie veröffentlichten zwei bedeutende Arbeiten zur kinetischen Gastheorie. Nach dieser damals noch umstrittenen Theorie sind innere Reibung (Viskosität) und Wärmeleitfähigkeit von Gasen bis zu einem Grenzdruck konstant, d. h. druckunabhängig. Dies konnten sie bis zu einem Druck von 10−2 Torr experimentell verifizieren. Die von Warburg berechnete Abweichung bei noch kleinerem Druck konnte er 24 Jahre später durch die inzwischen verbesserte Vakuumtechnik auch experimentell bestätigen.
Eine weitere Bestätigung der kinetischen Gastheorie lieferten Kundt und Warburg durch die Messung des Adiabatenexponenten κ = cp/cv von verdünntem Quecksilbergas mit Hilfe der von Kundt entwickelten Staubfigurenmethode (cp bzw. cv ist die spezifische Wärmekapazität bei konstantem Druck respektive konstantem Volumen). Der experimentell bestimmte Wert von 5/3 lag höher als bei allen anderen Gasen. Dieser Wert ist nach der kinetischen Gastheorie verständlich, allerdings nur unter der Bedingung, dass die Gasteilchen sich wie echte Massenpunkte verhalten, also weder Rotationen um die eigene Achse noch innere Schwingungen ausführen können. Nicht zuletzt durch Kundts und Warburgs Messungen wurde am Konzept der kinetischen Gastheorie festgehalten und diese weiterentwickelt.

### Freiburg
1876 übernahm Warburg mit nur 29 Jahren an der Universität Freiburg das Ordinariat für Physik. Hier widmete er sich elektromagnetischen Phänomenen. Die Entdeckung und theoretische Deutung der magnetischen Hysterese (1880) gehört zu den wissenschaftlich bedeutendsten Leistungen Warburgs.

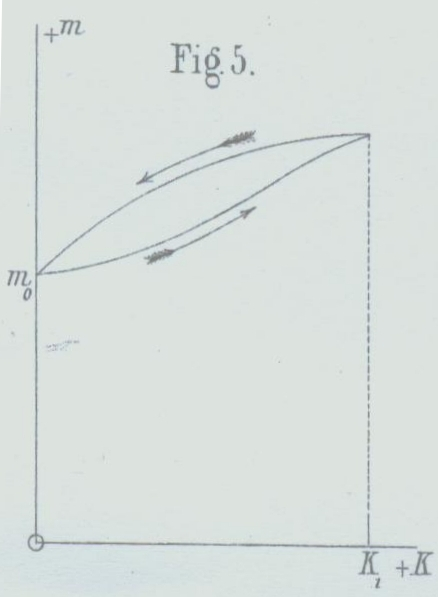
Hysterese, aus: Annalen der Physik und Chemie, 20, 1881, S. 814–835, Fig. 5

Die Abbildung stammt aus der Veröffentlichung der Ergebnisse in den Annalen der Physik und Chemie von 1881 und zeigt das magnetische Moment als Funktion der magnetisierenden Kraft. Die von der Kurve umschlossene Fläche ist ein Maß für die Arbeit, die bei der Ummagnetisierung geleistet und in Wärme umgesetzt wird. Der Begriff Hysteresekurve wurde erst später geprägt. In den heute üblichen Darstellungen der Hysteresekurve wird das magnetische Moment M als Funktion der magnetischen Feldstärke H dargestellt.

### Berlin
1894 wurde Warburg Nachfolger von Kundt in Berlin. Zuvor hatte der für diesen Posten favorisierte Friedrich Wilhelm Kohlrausch den Ruf wegen der zu erwartenden Arbeitsbelastung abgelehnt. Warburg konnte sich gegen seine Konkurrenten Walther Nernst und Otto Wiener durchsetzen und auch antisemitische Ressentiments überwinden. Deutsch-nationale Kräfte vertraten die Ansicht, dass nicht nur die Religionszugehörigkeit, sondern auch die „rassische“ Herkunft ein wichtiges Einstellungskriterium seien. So stellte der Chemiker Hans Heinrich Landolt Erkundungen an, ob bei Warburg „gewisse jüdische Eigenschaften“ nicht zu sehr zur Geltung kämen.
1895 wurde Warburg ordentliches Mitglied der Preußischen Akademie der Wissenschaften. 1897 wurde er Vorsitzender der Physikalischen Gesellschaft zu Berlin, die 1899 in der neu gegründeten Deutschen Physikalischen Gesellschaft aufging. Warburg blieb deren Vorsitzender bis 1905 und wurde 1917 zum Ehrenmitglied. Im gleichen Jahr wurde er zum korrespondierenden Mitglied der Mathematisch-physikalischen Klasse der Bayerischen Akademie der Wissenschaften gewählt. Seit 1900 gehörte er auch der Königlichen Wissenschafts- und Literaturgesellschaft in Göteborg an.
Warburg veröffentlichte 1899 ein mathematisches Modell zur Beschreibung der Kapazität einer Elektrode unter einem Wechselstrom; die experimentellen Daten dazu wurden von der Doktorandin Elsa Neumann gewonnen. Das Modell ist heute als Warburg-Impedanz bekannt, auch Warburg-Element genannt.

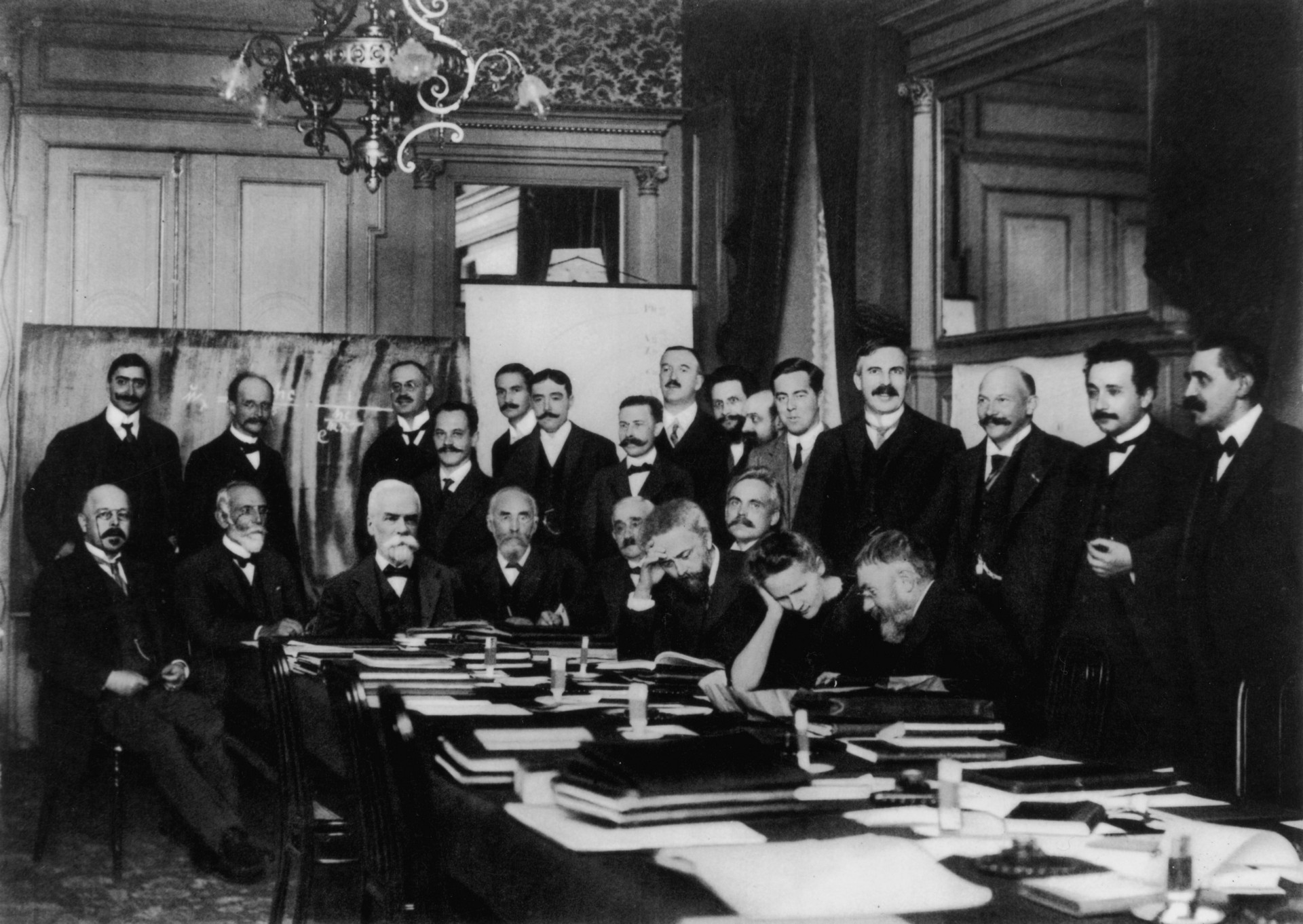
Solvay-Konferenz, 1911 (Emil Warburg, untere Reihe, 5. von links)

1905 legte er sein Amt als Ordinarius an der Berliner Universität nieder, um die Leitung der Physikalisch-Technischen-Reichsanstalt zu übernehmen, die er bis 1922 innehatte. Unter seiner Führung wurde die Anstalt neu geordnet: Die Trennung von technischer und wissenschaftlicher Abteilung wurde aufgehoben, stattdessen wurden Einzelinstitute für Optik, Elektrizität und Magnetismus sowie für Wärme und Druck gegründet. Wichtige wissenschaftliche Arbeiten aus dieser Zeit sind Messungen zur Strahlung schwarzer Körper sowie zur Photochemie. So nahm er 1911 an der ersten Solvay-Konferenz teil, auf der die damals führenden Physiker über Strahlungstheorie und Quanten diskutierten. Früh erkannte er 1913 die Bedeutung des Bohrschen Atommodells.
1912 war er maßgeblich an der Gründung der Deutschen Beleuchtungstechnischen Gesellschaft beteiligt.
Mit 76 Jahren trat Warburg am 1. April 1922 in den Ruhestand. Bis zu seinem Lebensende machte er von seinem Vorschlagsrecht für den Nobelpreis für Physik Gebrauch. Zu den von ihm vorgeschlagenen Kandidaten gehörten Friedrich Kohlrausch (1905 bis 1907, 1909), Otto Lummer, Wilhelm Wien und Max Planck (1910/11) sowie Albert Einstein (1917 bis 1923).

### Bayreuth

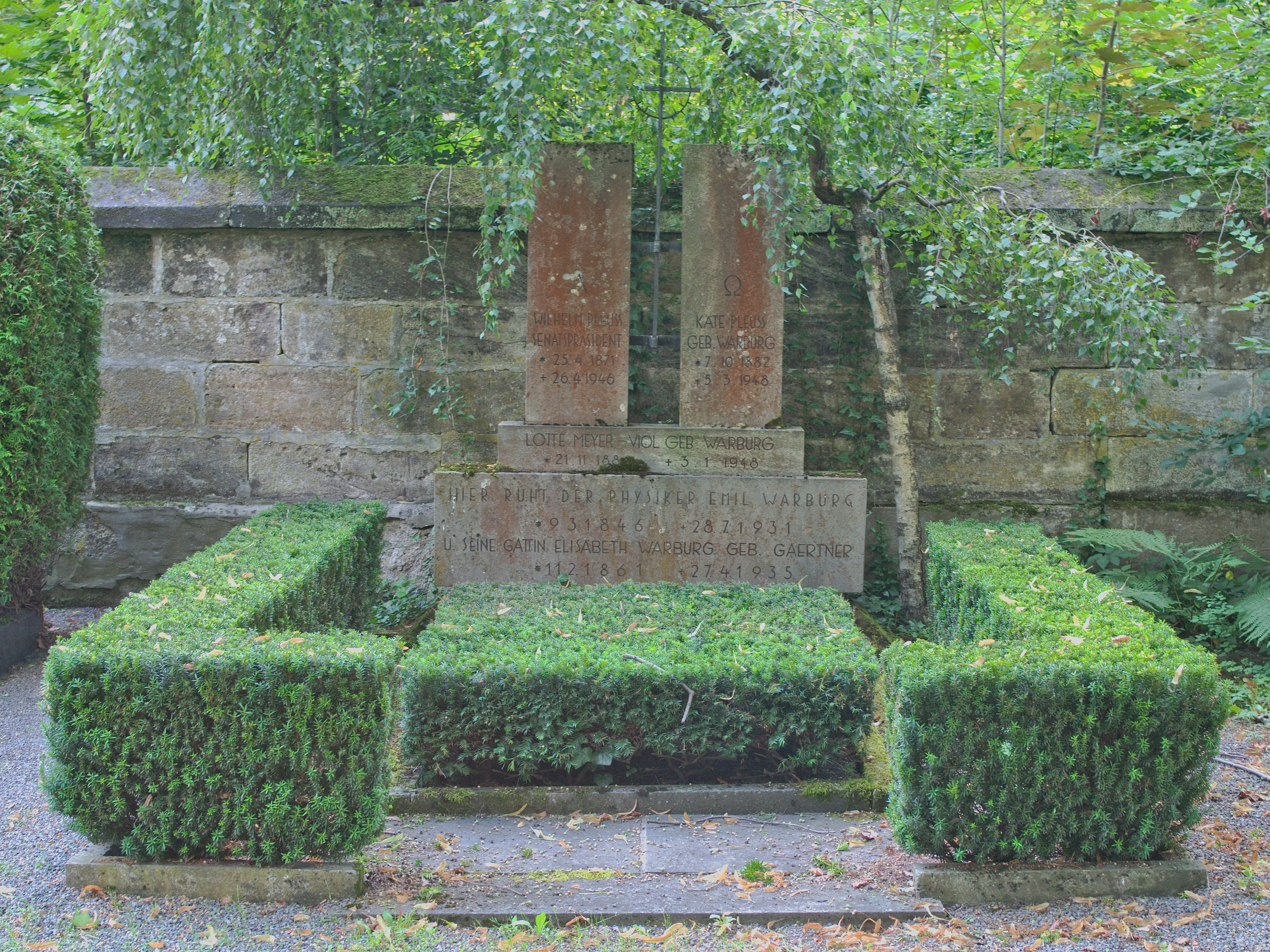
Grabstätte Emil Warburgs auf dem Bayreuther Stadtfriedhof

Ihre letzten Jahre verbrachten Warburg und seine Frau, nachdem sie 1922 nach Bayreuth gezogen waren, bei ihrer Tochter Lotte Meyer-Viol im nahen Gut Grunau. Im Alter von 85 Jahren starb er dort am 28. Juli 1931. Er wurde auf dem Bayreuther Stadtfriedhof beigesetzt.

## Nach Emil Warburg benannte Auszeichnungen
Zum Gedenken an den Physiker wurde die Emil-Warburg-Stiftung gegründet. Sie fördert Forschungsvorhaben an der Universität Bayreuth auf dem Gebiet der Physik und zeichnet besondere Leistungen im Fach Physik (z. B. herausragende Doktorarbeiten) durch die Verleihung von Preisen aus.
Der Marian-Smoluchowski-Emil-Warburg-Physikpreis wird in Erinnerung an Emil Warburg und den polnischen Physiker Marian Smoluchowski seit 1997 in zweijährigem Rhythmus gemeinsam von der Deutschen Physikalischen Gesellschaft und der Polnischen Physikalischen Gesellschaft abwechselnd einem deutschen und einem polnischen Physiker verliehen.

## Sonstiges
Zum Freundeskreis der Familie Warburg gehörte Albert Einstein, mit dem Warburgs Tochter Lotte, die ihn 1933 im englischen Oxford aufsuchte, einen Briefwechsel unterhielt. Anlässlich der Nobelpreisverleihung an ihren Bruder Otto äußerte Einstein, der kurz vorher verstorbene Emil Warburg sei ihm „immer der liebste von allen Physikern“ gewesen.
Zum Campus der Universität Bayreuth führend, existiert seit 1979 die Fußgängerzone Emil-Warburg-Weg. Der Hörsaal H15 an derselben Universität ist nach ihm benannt. Dort wird der Emil-Warburg-Preis verliehen.
Auf dem Berliner Campus der Physikalisch-Technischen Bundesanstalt (PTB) ist ein Gebäude nach Emil Warburg benannt.